# Assedio di Costantinopoli (860)
L'assedio di Costantinopoli dell'860 fu attuato dalle truppe Rus' contro la capitale dell'Impero Bizantino. Fu l'unica spedizione militare importante da parte del Khaganato dei Rus, registrata sia nelle fonti bizantine che europeo-occidentali. Il motivo dell'assedio era dovuto alla costruzione, circa trent'anni prima, della fortezza di Sarkel sul fiume Don (il fiume che alimenta il mare d'Azov). Per i Rus', il cui territorio confinava con quello dei Cazari, questi ultimi avevano intenzione di azzerare i commerci russi lungo il Don. I resoconti variano per quanto riguarda gli eventi che ebbero luogo, con discrepanze tra fonti coeve e fonti più tarde, e l'esito esatto dell'assedio è ignoto.
È noto da fonti bizantine che i Rus' colsero Costantinopoli impreparata a sostenere un assedio, mentre l'Impero era intento a fronteggiare gli Arabi, per cui non fu in grado di dare una risposta immediata alla minaccia occidentale. Dopo aver saccheggiato i sobborghi della capitale bizantina, i Rus' si ritirarono, anche se la natura di questo ritiro, e quale delle due parti fu vittoriosa, è ancora oggi oggetto di dibattito. Questo evento diede origine a una tarda tradizione cristiana ortodossa, che attribuì la liberazione di Costantinopoli a un intervento miracoloso di Maria Madre di Dio.

## Contesto storico

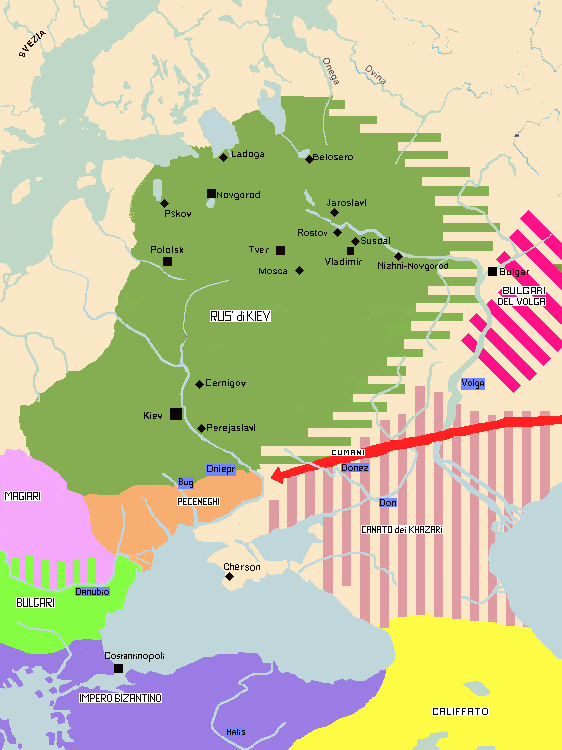
Impero Bizantino e Rus di Kiev nel X secolo.

Non è storicamente chiaro quando i Rus' e Bizantini vennero per la prima volta in contatto. La prima menzione dei Rus' in prossimità dei confini dell'Impero bizantino proviene dalla Vita di San Giorgio di Amastris, un'agiografia la cui datazione è incerta e nella quale i Rus' figurano impegnati in una spedizione in Paflagonia. I Bizantini entrarono per la prima volta in contatto con i Rus' nell'anno 839. Il tempismo eccezionale dell'attacco, suggerisce che i Rus' fossero stati informati della debolezza della città, dimostrando che le linee di commercio e di comunicazione non avevano cessato di esistere nel corso degli anni 840 e 850. Nonostante ciò, la minaccia dei Rus' nell'860 arrivò come una sorpresa: fu improvvisa e inaspettata "come uno sciame di vespe", come la definì il patriarca di Costantinopoli Fozio. Le truppe dell'Impero bizantino, infatti, erano intente a respingere l'avanzata abbaside in Asia Minore. Nel marzo 860, la guarnigione della fortezza chiave di Loulon inaspettatamente si arrese agli Arabi. In aprile o maggio dello stesso anno, entrambe le parti si scambiarono prigionieri, e le ostilità cessarono per breve tempo. Tuttavia, agli inizi di giugno, l'Imperatore Michele III lasciò Costantinopoli per l'Asia Minore, intento a invadere il Califfato abbaside.

## Assedio
Il 18 giugno 860, al tramonto, una flotta di circa 200 vascelli Rus' provenienti dal territorio di Kiev, sbarcarono nei pressi della città ma, non potendo sostenere un assedio a causa delle imponenti mura di Costantinopoli, presero a devastare i dintorni della capitale (in slavo orientale antico: Tsarigrad; in lingua norrena: Miklagarðr). Gli invasori diedero fuoco alle abitazioni, massacrando i residenti. Il Patriarca Fozio sollecitò i fedeli a implorare la Theotokos di salvare la città. Dopo aver devastato i sobborghi della capitale, i Rus' attraversarono il Mar di Marmara e invasero le Isole dei Principi, dove l'ex Patriarca Ignazio di Costantinopoli stava scontando l'esilio. I Rus' saccheggiarono le abitazioni e i monasteri, massacrando tutti coloro che catturarono, compresi ventidue dei servitori del patriarca, catturati mentre erano a bordo di una nave.
L'attacco colse i Bizantini di sorpresa, "come un fulmine dal cielo", come affermò il Patriarca Fozio nella sua celebre orazione scritta in quell'occasione. L'esercito e la marina imperiale erano in quel momento impegnate contro gli Arabi in Asia Minore e ciò aveva indebolito le difese della capitale. Lo stesso imperatore Michele III era assente dalla città. A causa dei conflitti con gli Arabi le coste e le isole del Mar Nero, il Bosforo e il Mar di Marmara erano rimaste sguarnite, rendendole vulnerabili a un attacco nemico.
Intanto l'imperatore bizantino Michele III, di ritorno dalla campagna contro gli arabi, riuscì ad entrare in città e a portare soccorso agli assediati. L'invasione durò fino al 4 agosto, quando, in un altro dei suoi sermoni, Fozio ringraziò il cielo per la liberazione miracolosa della città da una minaccia così temibile. I Bizantini attribuirono la vittoria a un intervento della Vergine Maria, che, secondo il racconto di Simeone Logoteta e secondo l'antica cronaca russa, scatenò una tempesta portando alla distruzione della flotta russa. Negli scritti di Fozio viene attestato per la prima volta il termine "Rus" (Rhos, Ῥῶς) in una fonte greca; in precedenza gli abitanti delle terre a nord del Mar Nero venivano chiamati arcaicamente "Taurosciti". Il patriarca riportò che non avevano nessun comandante supremo e provenivano dal remoto nord. Fozio li definì ἔθνος ἄγνωστον, traducibile con "popolo ignoto", anche se alcuni storici preferiscono tradurlo con "popolo oscuro", sulla base dei precedenti contatti tra i Bizantini e i Rus'.

## Conseguenze
In questo periodo iniziarono le prime relazioni diplomatiche tra Bisanzio e il nascente impero Russo, che porteranno a un'importante opera missionaria in quei luoghi: infatti la conversione del giovane popolo al Cristianesimo lo avrebbe posto sotto la sfera d'influenza dell'Impero Bizantino scongiurando per sempre la nuova minaccia.